# Haya (dinozaur)
Haya – rodzaj żyjącego w późnej kredzie na terenach współczesnej Azji dinozaura ptasiomiednicznego z grupy ornitopodów (Ornithopoda). Został opisany w 2011 roku przez Petera Makovicky'ego i współpracowników na podstawie szkieletów co najmniej ośmiu osobników w różnym wieku. Holotypem jest IGM 100/2017, kompletna, zniszczona w niewielkim stopniu czaszka i kręgi szyjne. Szczątki odkryto w osadach formacji Javkhlant, datowanych prawdopodobnie na santon (późna kreda). Wszystkie pochodzące stamtąd okazy mają zbliżoną morfologię.
Haya wyróżnia wyjątkowa kombinacja cech – niektóre spośród nich, takie jak rozszczepiona tylna gałąź kości jarzmowej i ostro zakończona, ukośna kość przedzębowa, występują również u innych bazalnych azjatyckich ornitopodów. Haya ma także osobne okno szczękowe, u innych ornitopodów występujące jedynie u hipsylofodona. Niektóre spośród tych cech mogą okazać się jej autapomorfiami, jednak obecnie ich status jest niejasny. Według analizy filogenetycznej przeprowadzonej przez Makovicky'ego i współpracowników Haya jest najbliżej spokrewniona z azjatyckimi rodzajami Changchunsaurus i Jeholosaurus, jednak wsparcie dla takiego kladu jest stosunkowo słabe. Długość osobnika IGM 100/2015 szacuje się na około 113 cm długości, a jego masę, w zależności od przyjętej metody, na 7-9,5 kg. Haya jest drugim ornitopodem i trzecim ptasiomiednicznym, u którego odnaleziono gastrolity: ich łączna masa wynosi około 250 g, co stanowi 2,6-3,6% masy ciała okazu IGM 100/2015 – znacznie więcej niż w przypadku współczesnych roślinożernych ptaków.
Nazwa gatunku typowego, Haya griva, pochodzi od Hajagriwy – hinduskiego tytana często przedstawianego z głową konia, co odnosi się do wydłużonej czaszki dinozaura.